# Germ de Jong
Germ de Jong,  geboren als Gerben de Jong, (Sint Jacobiparochie, 8 maart 1886 – Overveen, 11 april 1967) was een Nederlandse kunstschilder, tekenaar, lithograaf, etser en aquarellist. Hij behoorde tot de Bergense School.

## Loopbaan
Germ werd geboren als zoon van koopman Dirk de Jong en Froukjen Landstra. In 1891 verhuisde het gezin naar Amsterdam. Hier huwde hij op 11 april 1917 met telegrafiste Sara Oppenheimer.
De Jong volgde een opleiding op de Kunstnijverheidsschool Quellinus Amsterdam te Amsterdam (1902-1905), de Akademie voor Beeldende Kunst te Rotterdam (1906) en de Rijksakademie van Beeldende Kunsten te Amsterdam (1909-1910), en is een leerling van Carel Lodewijk Dake, Huib Luns en Nicolaas van der Waay.
Hij woonde en werkte in Amsterdam, Rotterdam, Duitsland, Parijs, Schoorl, Bergen, Blaricum en Overveen. Hij werkte en logeerde 's zomers vaak op Ameland en maakte ook reizen door Frankrijk, Italië, Spanje en Marokko.  
Hij ontving in 1937 een zilveren medaille in Parijs en in 1949 de 'Arti-medaille' en was erelid van Arti et Amicitiae te Amsterdam. Recente tentoonstellingen Teylers Museum, Haarlem 1986, Ameland oktober 1989, Museum Kranenburgh, Bergen, 1999.

## Privé
Germ de Jong is de vader van kunsthistorica Fanny Kelk - de Jong (1918-1978), van kunstenaar Frans de Jong (1921-2010), 'schilder met de drukpers', en van de kunstenares Clara de Jong (Parijs 1928-Amsterdam 2005), die huwde met kunstenaar Harry  Visser.